# Прилутчина (платформа)
«Прилутчина» (бел. Прылуччына) — остановочный пункт, расположенный в деревне Ткачи Пружанского района Брестской области.
Железнодорожная платформа находится между станцией Оранчицы и платформой Лясы.